# Diamela Eltit

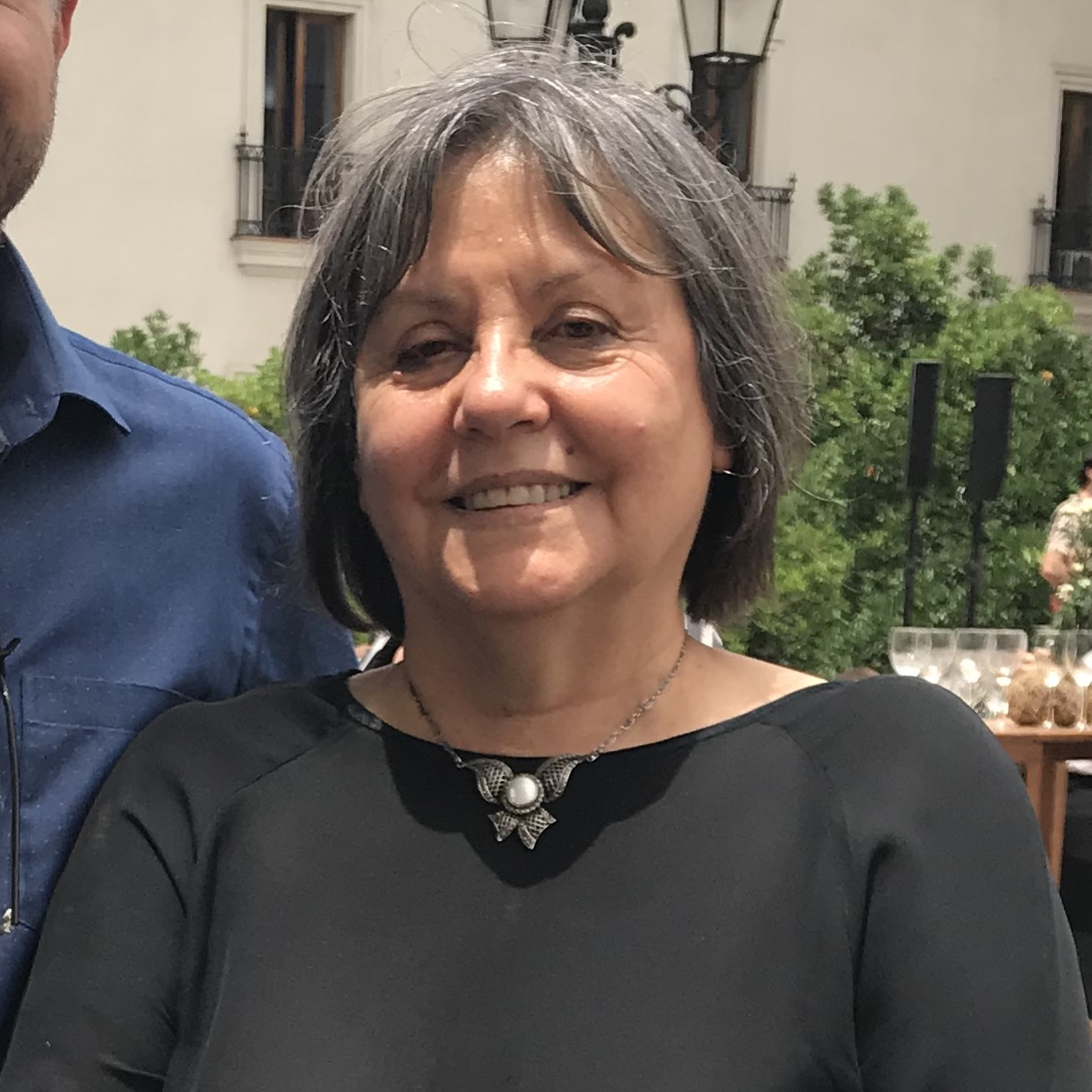
Diamela Eltit (2018)

Diamela Eltit (* 24. August 1949 in Santiago de Chile) ist eine chilenische Schriftstellerin.

## Leben und Werk
Diamela Eltit wurde 1949 in Santiago de Chile geboren. Sie studierte zunächst Literaturwissenschaften an der Päpstlichen Katholischen Universität von Chile und promovierte anschließend in Humanistic Studies an der Universidad de Chile. Nach Anbruch der Diktatur Augusto Pinochets 1973 blieb Eltit im Gegensatz zu vielen anderen linksliberalen Intellektuellen im Land und wurde Teil einer nachwachsenden Generation von Künstlern und Intellektuellen, die anstelle typisch linker Protestkunst wie Protestliedern andere Wege suchte, subversiv durch ihre Kunst Kritik am Regime Pinochets zu üben. Beispielsweise gründete sie zusammen mit dem Dichter Raúl Zurita und der Aktionskünstlerin Lotty Rosenfeld die Performance-Art-Gruppierung Colectivo de Acciones de Arte, die zum Beispiel 1980 plakativ die Straßen vor den Häusern von Prostituierten reinigte, um symbolisch deren von Pinochets Regime genommene Würde wiederherzustellen. 1987 gehörte sie zu den Schlüsselfiguren im Organisationsteam des Congreso Internacional de Literatura Femenina Latinoamericana, der Schriftstellerinnen aus mehreren Ländern Lateinamerikas und der Vereinigten Staaten inmitten der Diktatur in Santiago de Chile versammelte, um über die Marginalisierung von Frauen verfasster Literatur zu diskutieren.
Zu Eltits Hauptausdrucksform entwickelte sich die Literatur. Auch hier suchte sie neue Wege, um ihre Kritik am Regime auszudrücken, und sprengte deshalb bestehende Konventionen für lateinamerikanische Literatur. Stattdessen nutzte Eltit neue, komplexe und fast avantgardistische Ästhetiken, um die damalige chilenische Gesellschaft zu porträtieren und die Tyrannei der Pinochet-Diktatur aufzuzeigen. Beginnend mit ihrem Debütroman Lumpérica setzte sie sich in jenen vier Romanen, die während der Pinochet-Diktatur entstanden, mit dem Schicksal und der Perspektive sozial und politisch marginalisierten Frauen auseinander. Bereits zum Ende der Diktatur experimentierte sie zudem mit dem Genre der Zeugnisliteratur (testimonio), das sie auch nach dem Sturz der Pinochet-Diktatur 1990 weiterverfolgte. 1995 veröffentlichte sie so gemeinsam mit der Fotografin Paz Errázuriz ein Buch über Liebespaare in Psychiatrien, das dem gleichen Genre zuzurechnen ist; 2015 folgte mit Puño y Letra eine gattungstechnisch ähnlich gelagerte Auseinandersetzung mit dem Gerichtsprozess gegen den Geheimdienstagenten Enrique Arancibia Clavel.
Durch all diese Ansätze und Projekte etablierte sich Eltit neben dem Dichter Raúl Zurita innerhalb der chilenischen Literatur als führende Stimme der nueva escena literaria. Nach dem Sturz der Pinochet-Diktatur wurde Eltit unter Chiles erstem demokratisch gewählten Präsidenten Patricio Aylwin Kulturattaché an der chilenischen Botschaft in Mexiko. Zudem wurde sie Dozentin im Hochschulbereich, unter anderem seit 2008 als Global Distinguished Professor an der New York University. 2014/15 war sie Gastprofessorin an der University of Cambridge. Schriftstellerisch setzte Eltit ihre Porträtierung der chilenischen Gesellschaft fort und entwickelte sich in mehreren folgenden Romanen zu einer Kritikerin des postdiktatorischen Chile, da es zu sehr vom Neoliberalismus und dem Dogma der römisch-katholischen Kirche beherrscht werde. Auch in ihrem postdiktatorischen Werk verwebt sie diese Gesellschaftsporträts mit dem Darstellen, Analysieren und Hinterfragen von Geschlechterrollen.  Ihr Experimentieren mit anderen Literaturformen als dem Roman setzte Eltit ebenfalls fort; in ihrem Spätwerk finden sich nicht zuletzt einige Essaysammlungen sowie ein autobiografisch-reflexives Werk namens El ojo en la mira (2021). Ihr Vorlass befindet sich in der Bibliothek der Princeton University.

## Werke
Prosa
- Lumpérica. Ediciones del Ornitorrinco, Santiago de Chile 1983.
- Por la Patria. Ediciones del Ornitorrinco, Santiago de Chile 1986.
- El cuarto mundo. Planeta, Santiago de Chile 1988. ISBN 956-247-027-X.
- Vaca sagrada. Planeta, Buenos Aires 1991. ISBN 950-742-152-1.
- Los vigilantes. Editorial Sudamericana, Santiago de Chile / Buenos Aires 1994. ISBN 956-262-028-X.
- Los trabajadores de la muerte. Planeta, Santiago de Chile 1998 ISBN 956-247-209-4.
- Mano de obra. Planeta, Santiago de Chile 2002. ISBN 978-956-247-292-0.
- Jamás el fuego nunca. Editorial Seix Barral, Santiago de Chile 2007. ISBN 978-956-247-431-3.
- Impuesto a la carne. Editorial Seix Barral, Santiago de Chile 2010. ISBN 978-956-247-503-7.
- Fuerzas especiales. Editorial Seix Barral, Santiago de Chile 2013. ISBN 978-956-247-710-9.
- Sumar. Editorial Seix Barral, Santiago de Chile 2018. ISBN 978-956-9949-36-4.
- Falla humana. Editorial Seix Barral, Santiago de Chile 2023. ISBN 978-956-6173-48-9.

Zeugnisliteratur
- El padre mío. LOM Ediciones, Santiago de Chile 1989. ISBN 956-282-553-1.
- El infarto del Alma. Mit Bildern von Paz Errázuriz. Francisco Zegers, Santiago de Chile 1994. ISBN 956-7262-07-1.
- Puño y Letra: Juicio Oral. Editorial Seix Barral, Santiago de Chile 2005. ISBN 978-956-247-384-2.

Essay-Sammlungen
- Leonidas Morales T. (Hrsg.): Emergencias: Escritos sobre literatura, arte y política. Ariel, Barcelona 2000. ISBN 956-247-256-6.
- Signos vitales: Escritos sobre literatura, arte y política. Ediciones Universidad Diego Portales, Santiago de Chile 2008. ISBN 978-956-314-030-9.
- Réplicas: Escritos sobre literatura, arte y política. Editorial Seix Barral, Santiago de Chile 2016. ISBN 978-956-360-129-9.

Drama
- Dos guiones. Sangría, Santiago de Chile 2017. ISBN 978-956-8681-49-4.

Autobiografie
- El ojo en la mira. Ampersand, Buenos Aires 2021. ISBN 978-987-4161-58-1.

Werkausgaben
- Michael J. Lazzara, Mónica Barrientos, María Rosa Olivera-Williams (Hrsg.): Diamela Eltit: Essays on Chilean Literature, Politics, and Culture. Mit Übersetzungen von Michael J. Lazzara, Catherine M. Brix, Carl Fischer und Sowmya Ramanathan. Latin America Research Commons, Pittsburgh 2023 (Digitalisat). ISBN 978-1-951634-33-9.

## Ehrungen
- 1985: Guggenheim-Stipendium[4]
- 2018: Premio Nacional de Literatura de Chile[11]
- 2020: Premio Carlos Fuentes
- 2021: FIL-Preis[11]